# Hilversum Hurricanes
Les Hilversum Hurricanes est un club néerlandais de football américain basé à Hilversum. 

## Palmarès
- Champion des Pays-Bas : 2001, 2002
- Vice-champion des Pays-Bas : 1998, 1999, 2003, 2004, 2005